# Pirići (Republika Serbska)
Pirići (cyr. Пирићи) – wieś w Bośni i Hercegowinie, w Republice Serbskiej, w gminie Bratunac. W 2013 roku liczyła 30 mieszkańców.